# BCA Tower
La BCA Tower (Menara BCA) est un gratte-ciel de bureaux de 230 mètres situé à Jakarta (Indonésie), et dont la construction a été achevée en 2008.